# Ángel Mora Jiménez
Ángel Mora Jiménez (14 de agosto de 1990) es un deportista cubano que compitió en taekwondo. Ganó una medalla de plata en los Juegos Panamericanos de 2011 en la categoría de –68 kg.

## Palmarés internacional
| Juegos Panamericanos | Juegos Panamericanos | Juegos Panamericanos | Juegos Panamericanos |
| Año                  | Lugar                | Medalla              | Categoría            |
| -------------------- | -------------------- | -------------------- | -------------------- |
| 2011                 | Guadalajara (México) | Medalla de plata     | –68 kg               |